# Anthony Ashley-Cooper, I conte di Shaftesbury
Anthony Ashley-Cooper, primo conte di Shaftesbury (Wimborne St. Giles, 22 luglio 1621 – Amsterdam, 21 gennaio 1683), è stato un politico inglese.
È conosciuto per essere stato il maggior protettore di John Locke.

## Biografia
Nato nel Dorset, Anthony Ashley-Cooper era il figlio di sir John Cooper, primo baronetto di Rockbourne nell'Hampshire, e di sua moglie Anne Ashley, figlia ed erede unica di sir Anthony Ashley, primo baronetto (m. 1628), di Wimborne St. Giles nel Dorset, che aveva ricoperto il ruolo di Secretary at War sotto il regno della regina Elisabetta I. Perse i genitori in giovane età ed ereditò il titolo paterno nel 1631, divenendo secondo baronetto Cooper. Educato da tutori puritani, frequentò l'Exeter College di Oxford.
Sir Anthony entrò a far parte del Parlamento Corto istituito da Carlo I in rappresentanza di Tewkesbury, nel Gloucestershire. Successivamente rappresentò Poole nel Parlamento Lungo. Osteggiato da Denzil Holles, allo scoppiare della guerra civile inglese si schierò prima dalla parte del realisti, per poi passare nelle file dei repubblicani fedeli a Oliver Cromwell. Alla caduta del Commonwealth con Richard Cromwell nel 1660, sir Anthony appoggiò il ritorno di Carlo II assieme al generale George Monck.
Un anno dopo il ritorno di Carlo II e della famiglia reale Stuart, Sir Anthony ricevette il titolo di barone, divenendo primo barone Ashley di Wimborne St. Giles nel Dorset; di lì a poco ricevette l'incarico di Cancelliere dello Scacchiere. Fu quindi ministro importante sotto il governo di Lord Clarendon, con il quale si scontrò numerose volte specialmente in materia religiosa. Nel 1663 fu uno degli otto gentiluomini che vennero nominati Lords Proprietors nell'America del Nord e collaborò con John Locke per la formazione della Provincia della Carolina. Ashley River e Cooper River sono oggi località della Carolina del Sud dedicate alla memoria di Lord Ashley.
Dopo la caduta di Clarendon, Ashley entrò a far parte del governo della Cabal (Clifford, Arlington, Buckingham, Ashley-Cooper, e Lauderdale) e venne nominato nel 1672 Lord Cancelliere. Poco dopo il re gli diede il titolo di conte di Shaftesbury.
Durante la crisi dell'esclusione, che vedeva il Parlamento dividersi fra sostenitori e avversari dell'Exclusion Bill, legge che escludeva Giacomo fratello ed erede di Carlo II dalla successione al trono, Shaftesbury fu tra i maggiori sostenitori della legge e non esitò a condividere l'ideazione con Titus Oates della notizia di un famigerato (quanto completamente inventato) "complotto papista" secondo cui ci sarebbe stata l'intenzione di alcuni cattolici di uccidere Carlo II e di sopprimere le libertà fondamentali in Inghilterra. Queste false accuse portarono al martirio di diversi cattolici tra cui Oliver Plunkett (l'arcivescovo primate irlandese che venne torturato e squartato). Poco dopo fu scoperta l'assoluta falsità di tali accuse ed Oates fu incarcerato (finché fu poi liberato dalla rivoluzione protestante del 1688). Questo avvenimento provocò la sua rapida discesa, che lo portò a fuggire nei Paesi Bassi, dove morì nel 1683.